# Asciodes gordialis
Asciodes gordialis is een vlinder uit de familie van de grasmotten (Crambidae), uit de onderfamilie van de Spilomelinae. De wetenschappelijke naam van de soort is voor het eerst gepubliceerd in 1854 door Achille Guenée.
De soort komt voor in de Verenigde Staten, Mexico, Costa Rica, Cuba, Jamaica, de Dominicaanse Republiek, Puerto Rico, de Britse Maagdeneilanden, Guadeloupe, Saint Vincent en de Grenadines, Martinique, Trinidad en Tobago, Frans-Guyana en Argentinië.